# Майлз Льюїс-Скеллі
Майлз Е́нтоні Лью́їс-Ске́ллі (англ. Myles Anthony Lewis-Skelly; нар. 26 вересня 2006) — англійський футболіст, захисник клубу «Арсенал» і збірної Англії.

## Клубна кар'єра
Вихованець академії лондонського «Арсенала», до якої приєднався у травні 2015 року. 5 жовтня 2023 року підписав з клубом свій перший професіональний контракт. 10 жовтня 2023 року англійська газета The Guardian назвала його одним з 20-ти найкращих молодих футболістів англійської Прем'єр-ліги.
22 вересня 2024 року дебютував в основному складі «Арсенала» в матчі Прем'єр-ліги проти «Манчестер Сіті», вийшовши на заміну Юррієну Тімберу. 1 жовтня в поєдинку Ліги чемпіонів УЄФА проти французького «Парі Сен-Жермен» дебютував у єврокубках. У віці 18 років став четвертим наймолодшим гравцем клубу в Лізі чемпіонів. 2 лютого 2025 року в матчі Прем'єр-ліги проти «Манчестер Сіті» забив свій перший гол у професіональній кар'єрі.

## Кар'єра в збірній
Виступав за збірні Англії до 16, до 17, до 18 до 19 років. В травні 2023 року потрапив в заявку збірної до 17 років на юнацький чемпіонат Європи в Угорщині. На турнірі провів 4 матчі, відзначившись голом проти збірної Нідерландів, а англійці посіли 5-те місце.  
В листопаді 2023 року виступав на юнацькому чемпіонаті світу, що проходив в Індонезії. На турнірі зіграв 4 поєдинки, а його команда вибула в 1/16 фіналу, поступившись збірній Узбекистану.
14 березня 2024 року вперше викликаний до збірної Англії головним тренером Томасом Тухелем для участі в матчах відбіркового турніру до чемпіонату світу 2026 проти збірних Албанії та Латвії. 21 березня в поєдинку з Албанією дебютував за збірну Англії, вийшовши в стартовому складі. У цій ж грі також відзначився своїм першим забитим голом. Таким чином у віці 18 років і 176 днів став наймолодшим гравцем в історії збірної Англії, що відзначився м'ячем в своєму дебютному матчі, побивши рекорд Маркуса Рашфорда (18 років і 209 днів), що забив збірній Австралії в травні 2016 року. Окрім цього став третім наймолодшим бомбардиром збірної Англії після Вейна Руні та Майкла Оуена.

## Статистика виступів

### Клубна статистика
Станом на 25 травня 2025
| Клуб              | Сезон             | Чемпіонат         | Чемпіонат | Чемпіонат | Кубок | Кубок | Кубок ліги | Кубок ліги | Єврокубки | Єврокубки | Інші  | Інші | Всього | Всього |
| Клуб              | Сезон             | Дивізіон          | Матчі     | Голи      | Матчі | Голи  | Матчі      | Голи       | Матчі     | Голи      | Матчі | Голи | Матчі  | Голи   |
| ----------------- | ----------------- | ----------------- | --------- | --------- | ----- | ----- | ---------- | ---------- | --------- | --------- | ----- | ---- | ------ | ------ |
| Арсенал           | 2024–25           | Прем'єр-ліга      | 23        | 1         | 1     | 0     | 5          | 0          | 10        | 0         | 0     | 0    | 39     | 1      |
| Всього за кар'єру | Всього за кар'єру | Всього за кар'єру | 23        | 1         | 1     | 0     | 5          | 0          | 10        | 0         | 0     | 0    | 39     | 1      |

1. ↑  Матчі в Лізі чемпіонів УЄФА

### Міжнародна статистика
Станом на 10 червня 2025 
| Збірна            | Сезон             | Товариські | Товариські | Офіційні | Офіційні | Всього | Всього |
| Збірна            | Сезон             | Матчі      | Голи       | Матчі    | Голи     | Матчі  | Голи   |
| ----------------- | ----------------- | ---------- | ---------- | -------- | -------- | ------ | ------ |
| Англія            |                   |            |            |          |          |        |        |
| 2025              | 1                 | 0          | 2          | 1        | 3        | 1      |        |
| Всього за кар'єру | Всього за кар'єру | 1          | 0          | 2        | 1        | 3      | 1      |

### Матчі за збірну
Станом на 10 червня 2025 
| Матчі Майлза Льюїс-Скеллі за збірну Англії | Матчі Майлза Льюїс-Скеллі за збірну Англії | Матчі Майлза Льюїс-Скеллі за збірну Англії | Матчі Майлза Льюїс-Скеллі за збірну Англії | Матчі Майлза Льюїс-Скеллі за збірну Англії | Матчі Майлза Льюїс-Скеллі за збірну Англії | Матчі Майлза Льюїс-Скеллі за збірну Англії | Матчі Майлза Льюїс-Скеллі за збірну Англії |
| №                                          | Дата                                       | Суперник                                   | Рахунок                                    | Голи                                       | Картки                                     | Хвилини                                    | Змагання                                   |
| ------------------------------------------ | ------------------------------------------ | ------------------------------------------ | ------------------------------------------ | ------------------------------------------ | ------------------------------------------ | ------------------------------------------ | ------------------------------------------ |
| 1                                          | 21 березня 2025                            | Албанія                                    | 2–0                                        | 1                                          |                                            | 90'                                        | Відбіркові матчі ЧС-2026                   |
| 2                                          | 24 березня 2025                            | Латвія                                     | 3–0                                        |                                            |                                            | 79'                                        | Відбіркові матчі ЧС-2026                   |
| 3                                          | 10 червня 2025                             | Сенегал                                    | 1–3                                        |                                            |                                            | 88'                                        | Товариський матч                           |

Всього: 3 матчі / 1 гол; 2 перемоги, 0 нічиїх, 1 поразка.